# Jennifer B. Pramuk
Jennifer B. Pramuk est une herpétologiste américaine née en 1970. 

Elle travaille comme Curator of Herpetology au zoo du Bronx de la Wildlife Conservation Society.

## Quelques taxons décrits
- Hypodactylus araiodactylus (Duellman & Pramuk, 1999)
- Osteocephalus yasuni (Ron & Pramuk, 1999)
- Pristimantis anemerus (Duellman & Pramuk, 1999)
- Pristimantis ardalonychus (Duellman & Pramuk, 1999)
- Pristimantis atrabracus (Duellman & Pramuk, 1999)
- Pristimantis avicuporum (Duellman & Pramuk, 1999)
- Pristimantis cuneirostris (Duellman & Pramuk, 1999)
- Pristimantis exoristus (Duellman & Pramuk, 1999)
- Pristimantis infraguttatus (Duellman & Pramuk, 1999)
- Pristimantis melanogaster (Duellman & Pramuk, 1999)
- Pristimantis metabates (Duellman & Pramuk, 1999)
- Pristimantis muscosus (Duellman & Pramuk, 1999)
- Pristimantis nephophilus (Duellman & Pramuk, 1999)
- Pristimantis pataikos (Duellman & Pramuk, 1999)
- Pristimantis percnopterus (Duellman & Pramuk, 1999)
- Pristimantis pinguis (Duellman & Pramuk, 1999)
- Pristimantis rhodostichus (Duellman & Pramuk, 1999)
- Pristimantis rufioculis (Duellman & Pramuk, 1999)
- Pristimantis serendipitus (Duellman & Pramuk, 1999)
- Rhinella amabilis (Pramuk & Kadivar, 2003)
- Rhinella boulengeri (Chaparro, Pramuk, Gluesenkamp & Frost, 2007)
- Rhinella manu (Chaparro, Pramuk & Gluesenkamp, 2007)
- Rhinella multiverrucosa (Lehr, Pramuk & Lundberg, 2005)
- Rhinella yanachaga (Lehr, Pramuk, Hedges & Córdova, 2007)

Pramuk est l’abréviation habituelle de Jennifer B. Pramuk en zoologie.

Consulter la liste des abréviations d'auteur en zoologie ou la liste des taxons zoologiques assignés à cet auteur par ZooBank